# Davis (calciatore)
 Davis (fl. XX secolo) è stato un calciatore britannico, di ruolo attaccante. In alcune fonti è citato con il cognome Davies o Dawis.

## Carriera
Calciatore britannico di cui è ignoto il nome, militò nel Genoa tre stagioni, dal 1910 al 1913. Con i genovesi ottenne come miglior risultato il secondo posto della classifica finale del Torneo Maggiore nella stagione 1912-1913.